# ناحیه گیلفورد، میشیگان
ناحیه گیلفورد (به انگلیسی: Gilford Township) یک منطقهٔ مسکونی در ایالات متحده آمریکا است که در شهرستان تاسکولا، میشیگان واقع شده‌است.
 ناحیه گیلفورد ۹۰٫۱ کیلومتر مربع مساحت و ۷۴۱ نفر جمعیت دارد و ۱۸۲ متر بالاتر از سطح دریا واقع شده‌است.